# جنگ وایکینگ‌ها (بازی)
 جنگ وایکینگ‌ها  یک بازی ویدئویی اکشن و هک اند اسلش محصول فتشارک است و توسط پارادوکس اینتراکتیو منتشر شده‌است. این بازی به گونه ای ادامه جنگ رزها می‌باشد.
جنگ وایکینگ‌ها در ۱۵ آوریل ۲۰۱۴ منتشر شد. در ۲ اکتبر ۲۰۱۴ پارادوکس اعلام کرد که پس از دو آپدیت و پچ دیگر توسعه بازی را متوقت می‌کند. در ۲۸ فوریه ۲۰۱۷ سرورهای بازی بسته شد و بازی دیگر قابل تجربه نیست.